# Jillian Bell
Jillian Leigh Bell, född 25 april 1984 i Las Vegas, Nevada, är en amerikansk komiker, skådespelare och manusförfattare. Hon medverkar i filmerna Brittany Runs a Marathon, 22 Jump Street och Fist Fight samt i TV-serierna Workaholics och Eastbound & Down.